# Elio Germano
Elio Germano, född 25 september 1980 i Rom, är en italiensk skådespelare.

## Utmärkelser
Germano har bland annat vunnit fem David di Donatello för bästa manliga huvudroll.

## Roller i urval
- 2007 – Min bror är enda barnet
- 2009 – Nine
- 2010 – La nostra vita
- 2014 – Il giovane favoloso
- 2020 – L'incredibile storia dell'isola delle rose
- 2020 – Volevo nascondermi
- 2022 – Myrornas herre
- 2024 – Berlinguer - La grande ambizione
- 2024 – La Storia – ett krigsöde (TV-serie) (2 avsnitt)